# Écotay-l'Olme
Écotay-l'Olme é uma comuna francesa na região administrativa de Auvérnia-Ródano-Alpes, no departamento de Loire. Estende-se por uma área de 6,52 km². Em 2010 a comuna tinha 1 266 habitantes (densidade: 194,2 hab./km²).